# Saxon (formație)
Saxon este o formație britanică de heavy metal, formată în anul 1977 în orașul Barnsley-Yorkshire. Formația face parte din Noul Val al Heavy Metal-ului Britanic (New Wave of British Heavy Metal /  NWOBHM), alături de formații ca  Iron Maiden, Samson, Venom, Witchfynde, Motorhead, Diamond Head, Angel Witch si multe altele. 
Saxon este recunoscută ca fiind una dintre cele mai importante formații de heavy metal, influențând de-a lungul vremii generații întregi de fani și muzicieni hard rock, ca și heavy metal.

## Membri

### Membri actuali
- Biff Byford – voce  (solist) (1977–prezent); chitară bas (1986)
- Paul Quinn – chitară (1977–prezent)
- Nibbs Carter – chitară bas (1988–prezent)
- Doug Scarratt – chitară (1996–prezent)
- Nigel Glockler – baterie (1981–1987, 1988–1999, 2005–prezent)

### Foști membri
- Graham Oliver –chitară (1977–1996)
- Steve Dawson – chitară bas (1977–1986)
- Pete Gill – baterie (1977–1981)
- Paul Johnson – chitară bas (1986–1988)
- Nigel Durham –  baterie (1987–1988)
- Fritz Randow –  baterie (1999–2004)
- Jörg Michael –  baterie (2004–2005

## Discografie
- Saxon (1979)
- Wheels of Steel (1980)
- Strong Arm of the Law (1980)
- Denim and Leather (1981)
- The Eagle Has Landed - Live (1982)
- Power & the Glory (1983)
- Crusader (1984)
- Innocence Is No Excuse (1985)
- Rock the Nations (1986)
- Destiny (1988)
- Solid Ball of Rock (1990)
- Forever Free (1992)
- Dogs of War (1995)
- The Eagle Has Landed II - Live (1996)
- Unleash the Beast (1997)
- Metalhead (1999)
- Killing Ground (2001)
- Lionheart (2004)
- The Eagle Has Landed III - Live (2006)
- The Inner Sanctum (2007)
- Into the Labyrinth (2009)
- The Best of Saxon (2009)
- Call to Arms (2011)
- Heavy Metal Thinder - Live (2012)
- Sacrifice (2013)
- St. Georges Day Sacrifice Live In Manchester (2014)
- Battering Ram (2015)
- Let Me Feel Your Power - Live (2016)
- Solid Book Of Rock (Box Set Edsel Records) (2017)
- Thunderbolt (2018)
- Inspirations - Covers (2021)
- Carpe Diem (2022)
- More Inspirations - Covers (2023)
- Hell, Fire and Damnation (2024)